# Relations entre la Biélorussie et la France
 (octobre 2020).
Si vous disposez d'ouvrages ou d'articles de référence ou si vous connaissez des sites web de qualité traitant du thème abordé ici, merci de compléter l'article en donnant les références utiles à sa vérifiabilité et en les liant à la section « Notes et références ».
Les relations entre la Biélorussie et la France désignent les relations diplomatiques bilatérales s'exerçant entre deux pays européens, la République de Biélorussie et la République française.

## Période contemporaine
Pour la première fois dans l’histoire de la Biélorussie indépendante, le Président de la République s’est rendu à Minsk les 11 et 12 février 2015 (dans le cadre de la négociation du « Paquet de mesures pour la mise en œuvre des accords de Minsk » concernant le conflit dans l’Est de l’Ukraine). Depuis 2014, faisant écho à un réchauffement progressif des relations entre l’Union européenne et la Biélorussie, les contacts politiques se sont développés entre la France et la Biélorussie. Ils témoignent d’une dynamique positive de la relation bilatérale dans les domaines politique, économique, culturel et parlementaire, illustrée par la reprise des visites et rencontres de haut niveau, dont celle du Secrétaire d’Etat auprès du Ministre des affaires européennes et étrangères à Minsk en octobre 2018 dans le cadre de la troisième commission économique mixte.
Le 17 octobre 2021, l'ambassadeur de France en Biélorussie Nicolas de Bouillane de Lacoste (nl) quitte le pays après un ultimatum du ministère biélorusse des Affaires étrangères, posé peut-être en raison de lettres de créance non présentées ou parce que la France et l'UE n'ont pas reconnu les résultats de l'élection présidentielle d'août 2020 et ont infligé des sanctions.
Et le rappel de l'ambassadeur de Biélorussie en France a lieu le lendemain.

## Relations économiques
En 2018, le volume d’échanges franco-biélorusses a enregistré une baisse par rapport à 2017 (-8,4% à 184,7 M EUR). Cette détérioration du solde tient à une réduction des exportations (-12% à 131 M EUR) tandis que les importations stagnent. La France est le 11e fournisseur de la Biélorussie mais sa part de marché reste faible (0.9% en 2017).

## Échanges culturels
La coopération culturelle bilatérale est articulée autour de deux axes : la promotion de la langue française et la coopération universitaire. Avec 383 étudiants biélorusses inscrits dans les établissements supérieurs français pour l’année universitaire 2017-18, la France se place au 8e rang des pays d’accueil d’étudiants biélorusses. Le principal outil de la coopération étudiante entre la France et la Biélorussie est le Centre franco-biélorusse de sciences politiques et d’études européennes, filière francophone diplômante délocalisée de l’Université de Bordeaux. Ce cursus mène les étudiants biélorusses à un diplôme universitaire de sciences politiques et d’études européennes et à un master de droits européens.
L’apprentissage du français en Biélorussie s’appuie principalement sur le réseau de sections bilingues francophones, créé en 1997, qui propose un cursus bilingue en quatre ans, de la 8e à la 11e classe (fin du collège-début du lycée). Il rassemble huit établissements, dont sept en régions. L’Ambassade de France en Biélorussie propose en outre aux apprenants une offre de certification en langue française ainsi que des cours dispensés au Centre franco-biélorusse de sciences politiques et d’études européennes. La diffusion de la francophonie en Biélorussie s’appuie, depuis 1996, sur la Médiathèque française située à Minsk et son réseau de dix points d’information et de lecture français répartis sur tout le territoire.
La coopération culturelle, éducative, scientifique, technique et dans le domaine des médias donnent lieu à un accord entre le Gouvernement de la République française et le Gouvernement de la République de Biélorussie, signé à Paris le 20 janvier 2010.